# Paul Doughty Bartlett

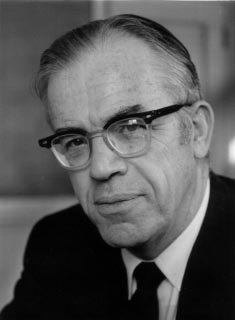
Paul Doughty Bartlett (1998)

Paul Doughty Bartlett (* 14. August 1907 in Ann Arbor; † 11. Oktober 1997 in Lexington (Massachusetts)) war ein US-amerikanischer Chemiker, der sich mit organischer Chemie befasste.

## Leben
Bartlett ging in Indianapolis zur Schule und studierte Chemie am Amherst College (Bachelor 1928) und der Harvard University, wo er 1931 bei James Bryant Conant promoviert wurde. Danach war er am Rockefeller Institute in New York City und der University of Minnesota.  Ab 1934 war er Instructor in Harvard und ab 1946 hatte er eine volle Professor. Ab 1948 war er dort Erving Professor of Chemistry. Er war dort Haupt einer Schule organischer Chemiker (Bartlett Group genannt). 1974 ging er in den Ruhestand und wurde Robert A. Welch Professor an der Texas Christian University bis zu seiner erneuten Emeritierung 1985.
Er leitete über mehrere Jahrzehnte eine im angelsächsischen Raum führende Schule (neben der von Christopher Kelk Ingold vom University College London) in physikalischer organischer Chemie und war in den USA führend im Aufbau der Hochschullehre der organischen Chemie nach deren Prinzipien (fundamentale Reaktionsmechanismen). Bartlett veröffentlichte rund 300 wissenschaftliche Aufsätze als Autor und Ko-Autor.
Nach ihm F. E. Condon und Abraham Schneider (1919–1997) ist die Bartlett-Condon-Schneider Reaktion benannt (J. Am.Chem. Soc., Band 66, 1944, S. 1531).
Er erhielt 1968 die National Medal of Science, 1975 die Linus Pauling Medaille, die Gibbs Medaille, 1963 die Roger Adams Medaille der American Chemical Society, 1970 die Wetherill Medaille, 1981 den Welch Award in Chemistry. Er war 1957 Fulbright-Stipendiat und 1957 und 1971 Guggenheim Fellow. Er war Mitglied der National Academy of Sciences (1947), der American Philosophical Society (1978) und der American Academy of Arts and Sciences (1946). Er war mehrfacher Ehrendoktor (unter anderem Chicago, Paris, München). 1962 erhielt er die A. W. von Hofmann Goldmedaille. Er war Ehrenmitglied der Royal Society of Chemistry. Im Jahr 1969 wurde er zum Mitglied der Deutschen Akademie der Naturforscher Leopoldina gewählt.
Bartlett hielt 17 Patente, zum Beispiel im Bereich Insektenbekämpfung, Vernichtung chemischer Waffen, Ölraffinierung.
Er war seit 1931 verheiratet mit Mary Court und hatte einen Sohn und zwei Töchter.

## Schriften
- Herausgeber: Non classical ions, Benjamin 1965